# Valroufié
Valroufié is een plaats en voormalige gemeente in het Franse departement Lot in de regio Occitanie en telt 354 inwoners (1999). De plaats maakt deel uit van het arrondissement Cahors.

## Geschiedenis
Valroufié is op 1 januari 2017 gefuseerd met de gemeenten Cours en Laroque-des-Arcs tot de gemeente Bellefont-La Rauze. 

## Geografie
De oppervlakte van Valroufié bedraagt 13,5 km², de bevolkingsdichtheid is 26,2 inwoners per km².
De onderstaande kaart toont de ligging van Valroufié met de belangrijkste infrastructuur en aangrenzende gemeenten.

## Demografie
Onderstaande figuur toont het verloop van het inwonertal.